# Tatbestandsmerkmal
Ein Tatbestandsmerkmal ist ein Teil des Tatbestands. Wenn Tatbestandsmerkmale eines Tatbestands erfüllt sind, ist die Voraussetzung gegeben, dass die Rechtsfolge einer Rechtsnorm eintreten kann.

## Überblick
Eine Rechtsnorm besteht grundsätzlich aus einem Tatbestand und einer Rechtsfolge im Sinne einer Wenn-Dann-Relation (juristischer Syllogismus). Der Tatbestand beschreibt hierbei die tatsächlichen Voraussetzungen, die erfüllt sein müssen, damit die in der Rechtsnorm genannte Rechtsfolge eintritt. Ein Tatbestandsmerkmal ist demnach eines von mehreren Merkmalen des Tatbestands. 

## Im Strafrecht
Im Strafrecht wird ein Tatbestand als der Straftatbestand bezeichnet. Die Rechtsfolge wird Strafbarkeit des beschriebenen Verhaltens genannt. Tatbestandsmerkmale im Strafrecht heißen Straftatbestandsmerkmale.
Man unterscheidet bei Straftatbeständen in Deutschland heute in erster Linie zwischen objektiven und subjektiven Straftatbestandsmerkmalen. Synonym dazu ist aber auch eine Unterteilung in positive und negative Straftatbestandsmerkmale möglich. 
Zunächst werden die objektiven, sodann die subjektiven Straftatbestandsmerkmale geprüft. Das Vorliegen sämtlicher objektiver Straftatbestandsmerkmale entfaltet häufig eine Indizwirkung für das Vorliegen der Merkmale des subjektiven Straftatbestands.  

## Im Zivilrecht
Bei Anspruchsnormen im Zivilrecht wird der Tatbestand Anspruchsgrundlage genannt. Die Rechtsfolge wird dann als der zivilrechtlicher Anspruch und die Tatbestandsmerkmale als Anspruchsvoraussetzungen bezeichnet.
Allgemeine Aussagen über die Unterteilung der Tatbestandsmerkmale im Zivilrecht sind wenig sinnvoll. Vielmehr richtet sich die Unterteilung nach der einzelnen untersuchten Anspruchsgrundlage.         
Zum Beispiel ist für die Anspruchsgrundlage des § 823 Abs. 1 BGB im deutschen Recht die Unterscheidung in „Verletzung besonders geschützter Rechtsgüter“, „Rechtswidrigkeit“ und „Verschulden“ sinnvoll.